# Aloe microstigma
Aloe microstigma ist eine Pflanzenart der Gattung der Aloen in der Unterfamilie der Affodillgewächse (Asphodeloideae). Das Artepitheton microstigma leitet sich von den griechischen Worten micro für ‚klein‘ sowie stigma für ‚Fleck‘ ab und verweist auf die gefleckten Blätter der Art.

## Beschreibung

### Vegetative Merkmale
Aloe microstigma wächst stammbildend, ist einzeln oder bildet kleine Gruppen. Der in der Regel niederliegende Stamm ist bis zu 50 Zentimeter lang, 10 Zentimeter breit und mit toten Blättern bedeckt. Die 20 oder mehr lanzettlich-deltoiden Laubblätter bilden dichte Rosetten. Die grüne, gelegentlich rötlich überhauchte Blattspreite ist in der Regel undeutlich liniert. Sie ist 30 bis 50 Zentimeter lang und 6,5 bis 8 Zentimeter breit. Auf der Blattoberfläche sind oft einige zerstreute, weiße Flecken vorhanden. Auf der Unterseite sind sie in der Regel zahlreich. Die rötlich braunen, stechenden Zähne am knorpeligen rötlich braunen Blattrand sind 2 bis 4 Millimeter lang und stehen 5 bis 10 Millimeter voneinander entfernt.

### Blütenstände und Blüten
Der einfach Blütenstand erreicht eine Länge von 60 bis 80 Zentimeter. Die Trauben sind konisch und 20 Zentimeter lang oder zylindrisch spitz zulaufend und 40 Zentimeter lang. Die tiefbraunen, lanzettlich-spitzen Brakteen sind etwa halb so lang wie die Blütenstiele. Die leicht bauchigen, orangefarbenen, grünlich gelb werdenden und nur selten roten Blüten stehen an 25 bis 30 Millimeter langen Blütenstielen. Sie sind 25 bis 30 Millimeter lang und an ihrer Basis gerundet. Oberhalb des Fruchtknotens sind sie zur Mündung leicht erweitert. Ihre Perigonblätter sind nicht miteinander verwachsen. Die Staubblätter und der Griffel ragen 1 bis 3 Millimeter aus der Blüte heraus.

### Genetik
Die Chromosomenzahl beträgt {\displaystyle 2n=14}.

## Systematik und Verbreitung
Aloe microstigma ist in den südafrikanischen Provinzen Westkap, Ostkap und Limpopo in heißem, trocknen, flachen Buschland und gelegentlich an steilen Hängen in Höhen von 50 bis 1200 Metern verbreitet.
Die Erstbeschreibung durch Joseph zu Salm-Reifferscheidt-Dyck wurde 1854 veröffentlicht.
Folgende Taxa wurden als Synonym in die Art einbezogen: Aloe juttae Dinter (1923) und Aloe brunnthaleri A.Berger ex Cammerl. (1933).

## Nachweise